# Athanase Fouché

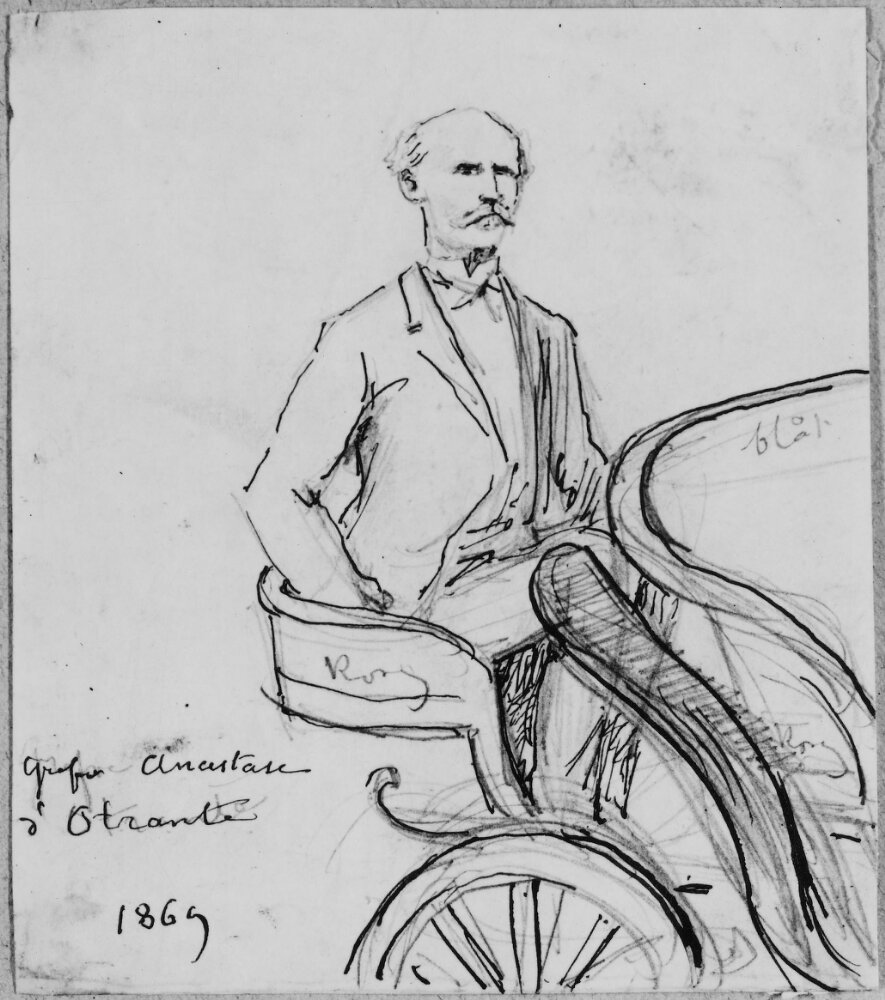

Athanase Fouché (1801–1886) foi o terceiro filho de Joseph Fouché com sua primeira esposa Bonne-Jeanne Coiquaud, sendo o quarto duque de Otranto, após a morte de seu irmão Armand, foi um nobre sueco, de origem francesa.
Casou-se três vezes: com Christina, baronesa Palmstierna (1799–1826), com Adélaîde von Stedingk (1802-1863) e finalmente com Fronika Marx (1847–1887).
Servindo ao exército sueco, foi cavalheiro da Câmara e grande venerável do rei Óscar I da Suécia (1799–1859), integrando sua descendência a nobreza daquele país.